# ناحیه یونگسان
ناحیه یونگسان (کره‌ای: 용산구; لاتین‌نویسی اصلاح‌شده: Yongsan-gu, [jo̞ŋsʰa̠n ku]) یکی از ۲۵ نواحی سئول پایتخت کره جنوبی است.
ناحیه یونگسان ۲۳۱٬۶۸۵ نفر (۲۰۲۰) جمعیت دارد و مساحت جغرافیایی آن ۲۱٫۸۷ کیلومتر مربع (۸٫۴۴ مایل مربع) است و به ۱۹ محله (محله‌های اداری) تقسیم شده‌است. یونگسان در مرکز سئول در کرانه شمالی رود هان قرار دارد.

## خواهرخوانده
- دانگجین، کره جنوبی
- ساکرامنتو، ایالات متحده آمریکا
- شاوشینگ، چین
- کوی نون سیتی، استان بین دین، ویتنام